# 幣原あやの
幣原 あやの（しではら あやの、1985年12月20日 - ）は、日本のファッションモデル。ニュートラルマネジメント（NMT inc.）所属。
埼玉県出身。血液型はB型。浦和学院高等学校、自由が丘産能短期大学秘書コース卒業。

## 略歴
- 2001年に雑誌SEVENTEEN主催のオーディション「ミスセブンティーン2001」受賞をきっかけにモデルの仕事を始める。2005年まで同雑誌の専属モデルを務める。
- 2010年8月、エルセーヌ主催の美脚コンテスト「mmコン（ミリコン）」グランプリ獲得、1年間限定でエルセーヌのキャンペーンガールモデルに就任。
- 2012年、美脚時代結成。10月24日に『PERFECT IMAGINATION』でCDデビュー。

## 出演

### 映画
- SURVIVE STYLE5+